# Королевский парковый театр
Королевский парковый театр (фр.  Théâtre Royal du Parc, Théâtre Royal du Parc ) — театр в Брюсселе (Бельгия), расположенный на краю Брюссельского парка, напротив Федерального парламента по адресу: Rue de la Loi / Wetstraat, 3.

## История
В 1782 году, после смерти Карла Лотарингского и Мари-Терезы, братья Александр и Герман Бултос построили в Парке Брюсселя Вокс-холл (Vauxhall де Брюссель), который был нвзван в честь увеселительных садов Воксхолл-Гарденз в Лондоне. Помещение Вокс-холла включало несколько помещений: зал для различных представлений, кафе и залы для балов. Архитектором Луи Монтойе, в планах здания были также предусмотрены помещения для шести магазинов, торгующих шелком, принтами, парфюмерией, ювелирными изделиями, скобяными изделиями, модной одеждой и книгами& Вскоре это заведение стало очень популярным среди жителей Брюсселя. Воодушевленные таким успехом, братья Бултос пристроили к своему заведению театр, в котором могли бы выступать дети в возрасте от семи до четырнадцати лет. Репертуар театра состоял из комедий, опер, пословиц и пантомим, адаптированных к сценическим возможностям исполнителей, включая молодых актеров и актрис, кордебалет и статистов. Несмотря на то, что газеты и широкая публика называли его «Малым театром», он стал называться «Парковым Театром». Парковый театр вскоре вызвал протесты архиепископа, осудившего присутствие детей на сцене, несмотря на то, что театральный мир, напротив, приветствовал инициативу братьев Бултос. В течение многих лет эти два мнения расходились. Наконец, чтобы урегулировать спор, был подписан декрет о том, что допускается привлекать в представления детей только с согласия их родителей.
В 1807 году по указу Наполеона театр был закрыт, но вновь открылся в 1814 году. Закрытый также во время революционных потрясений 1830 года Королевский театр в парке не открывал свои двери до 1831 года, пока правил первый король Леопольд I. В этот период театр перешёл во владение руководством города Брюсселя и успешных попыток наладить насыщенную драматическую жизнь или получение выгоды от театральной деятельности не получалось. Разные приглашённые режиссёры периодически оказывались вынужденными изменять свои театральные постановки, чтобы заполнить зал и уменьшить расходы. Такая ситуация вынудила руководство поставить в расписание сезона самые неожиданные аттракционы. Одни обращались к фокусникам, другие прибегали к помощи Роберта Гудена, который устраивал фантастические вечера своих трюков.
С 1869 года в Королевском театре в парке, начали ставить комедии. К 1879 году Королевский театр в парке приобрел свой окончательный жанр и становится самым литературным, самым эклектичным и популярным местом в Брюсселе.
В 1874 году такие актёры как Коклен, Режан, Сара Бернар представляли свои бессмертные композиции. Многие известные артисты стремились приехать и сыграть, чтобы прославиться или приумножить свою славу. Метерлинк с L’intime, Франсуа Коппе с Le pater, бельгийские поэты, дебютировали здесь как авторы своих бессмертных произведений.
Во время войны 1914—1918 гг. Королевский театр в парке был реквизирован немцами и давал немецкие представления только под патронатом Bildungs — Zentral.
Виктор Рединг вновь открыл свой театр 25 февраля 1919 года и оставался директором до 1925 года. Именно он среди сорока двух сменявших друг друга директоров Театра дю Парк получил приз за долголетие с 26-летним руководством. Его сын, Рене Рединг, становится его преемником и работает в традициях своего отца. До 1945 года он предлагал новые постановки и принимает в Театре дю Парк величайших парижских режиссёров и актёров: Сесиль Сорель, Эльвиру Попеско, Мориса Эсканде и многих других.
В 1946 году управление Королевским театром парка было поручено группе из шести человек театра, но через год эта система оказалась непригодной и остались в управлении два директора. Один из которых, Андре Гобер, умер в 1949 году.
Оскар Лежен оставался директором до 1964 года. С 1964 по 1970 год был Роджер Рединг. С 1970 по 1976 год Жан Нергал и Фейлен Саймон взяли на себя руководство после короткого временного периода, предоставленного г-жой Клеменс и Берри. В 1976 году Королевский театр в парке стал «Общественным учреждением» под исключительным руководством Жана Нергала. Он оставался директором до своей смерти. С февраля 1987 г. директором был назначен Ив Ларек в годы руководства которого «Парковый театр» отличался программой, в которой чередовались классические и современные произведения, с постановочными шоу и акцентом на комедии. После 24 лет руководства Ива Ларека в июле 2011 года его сменил Тьерри Дебру.